# Bureau de protection des consommateurs en matière financière
Le Bureau de protection des consommateurs en matière financière (traduction de l'anglais Consumer Financial Protection Bureau, CFPB) est un organisme étatique et une agence indépendante du gouvernement des États-Unis, chargé de protéger les consommateurs du secteur financier. Il est établi en 2011 à la suite du Dodd–Frank Wall Street Reform and Consumer Protection Act, loi introduite à la suite de la crise financière de 2008. Son siège est à Washington.

## Histoire
Une des figures à l'origine du CFPB est Elizabeth Warren, professeur de droit commercial experte des questions de faillite et future sénatrice,,,.
Sous la seconde administration de Donald Trump, le CFPB est la cible des politiques de réduction de l'administration fédérale. En février 2025, Russell Vought, directeur du Bureau de la gestion et du budget, ordonne aux employés du CFPB de cesser leur travail et ferme temporairement son siège à Washington.